# 格拉索比奥
格拉索比奥（義大利語：Grassobbio），是意大利贝加莫省的一个市镇。总面积8平方公里，人口6252人，人口密度781.5人/平方公里（2009年）。国家统计（ISTAT）代码为016117。